# Berenguer d'Orís
Berenguer d'Orís o Berenguer I de Manlleu (? - 1258), senyor d'Orís i de Manlleu, va ser fill de Ponç de Besora i d'Adelaida de Manlleu. Amb ell s'inicia el llinatge Orís. El 2 de febrer del 1222 va ser investit de la castlania d'Orís per Guillem I de Bearn, de la baronia de Montcada. Es va casar amb Guillema de Manlleu, amb qui tingué diversos fills.
Una persona homònima, probablement el fill, el 1290 va llogar el castell d'Orís acordant una quantitat de pagament a Guillema de Montcada. El 1296 Bernat de Centelles li vengué el feu i d'altres drets propis del castell. El seu fill Jaume va comprar a Jaume de Besora la sotscastlania el 1333, i la seva muller, Blanca, tot el dret alodial i de superioritat del castell per 16 000 sous. D'aquesta manera, els Orís van passar de castlans a senyors. Segons d'altres fonts, van ser 16 500 sous.